# Pyrrhulina lugubris
Pyrrhulina lugubris är en fiskart som beskrevs av Eigenmann 1922. Pyrrhulina lugubris ingår i släktet Pyrrhulina och familjen Lebiasinidae. Inga underarter finns listade i Catalogue of Life.